# Banská Štiavnica
Banská Štiavnica (Duits: Schemnitz of Schebnitz, Hongaars: Selmecbánya) is een Slowaakse gemeente in de regio Banská Bystrica, en maakt deel uit van het district Banská Štiavnica.
Banská Štiavnica telt 10.814 inwoners.
De historische binnenstad staat sinds 1993 op de Werelderfgoedlijst van UNESCO.

## Geschiedenis
De oudste schriftelijke vermelding van Banská Štiavnica is uit het jaar 1156. Reeds in de 13e eeuw was de stad bekend vanwege de winning van goud en zilver. Veel van de inwoners waren Karpaten-Duitsers die zich hier op uitnodiging van de Hongaarse koning vestigden.
In 1735 werd in de stad, die toen Selmecbánya heette, de "Berg-Schola," het eerste instituut voor technisch onderwijs ter wereld opgericht. De stad was toen onderdeel van het Koninkrijk Hongarije, veel voormalige studenten en docenten waren betrokken bij de oprichting van de Technische Universiteit Boedapest. In 1919 verhuisde de school als gevolg van het verdrag van Trianon naar de Hongaars gebleven stad Sopron.
In 1782 gold de stad als de derde stad van het toenmalige Hongarije, na Pressburg (nu Bratislava) en Debrecen, met 23.192 inwoners.
In 1919 werd de stad na het verdrag van Trianon van Hongarije afgescheiden en onderdeel van het nieuwe land Tsjechoslowakije, dat in 1927 de stad haar huidige naam gaf.
De bevolking van de stad bestond vanaf de 12e eeuw veelal uit Saksische kolonisten. Dankzij de mijnbouw trokken veel arbeiders van verschillende etnische groepen naar de stad. Ook nu nog zijn veel inwoners afstammelingen van de Saksen en andere etnische groepen.

## Bevolking
De stad had in 1910 in totaal 15.185 inwoners; 8.341 Slowaken, 6.340 Hongaarstaligen en 457 Duitstaligen. In 2021, ruim 110 jaar later is de bevolking vrijwel geheel Slowaaks, het inwoneraantal is geslonken naar 9628 inwoners 9214 (+52) Slowaken, 32 (+15) Hongaren, 47 (44) Roma, 2 (+9) Roethenen, 108 (+17) overige nationaliteiten en 225 met onbekende afkomst.

## Geboren
- Maximilian Hell (1720), Hongaars astronoom
- Joseph Franz von Jacquin (1766), Oostenrijks wetenschapper
- Anton von Puchner (1779-1852), Oostenrijks generaal
- Dušan Vrťo (1965), Slowaaks voetballer
- Ulrika Babiaková (1976 - 2002), astronome

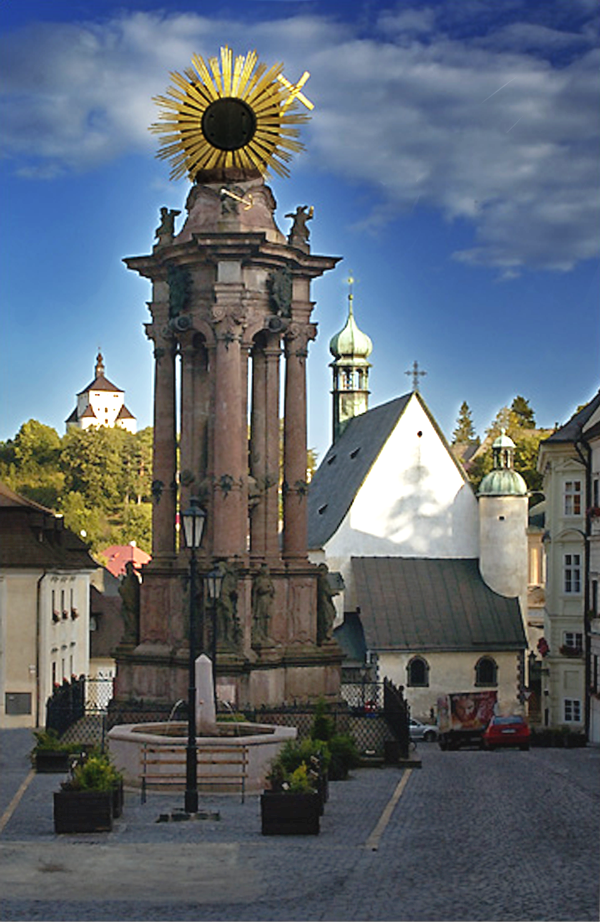
Námestie svätej Trojice (Drievuldigheidsplein) met Pestzuil.
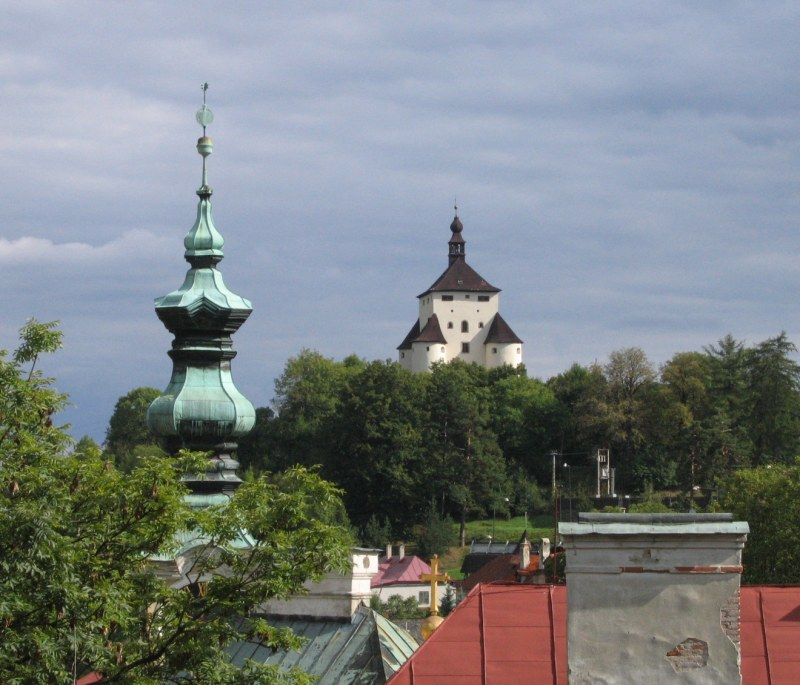
Nový zámok (gezien vanaf Starý zámok)

Baďan · Banská Belá · Banská Štiavnica (hoofdstad) · Banský Studenec · Beluj · Dekýš · Ilija · Kozelník · Močiar · Počúvadlo · Podhorie · Prenčov · Svätý Anton · Štiavnické Bane · Vysoká
- Gemeinsame Normdatei: 4052241-6
- Library of Congress Control Number: n84100227
- MusicBrainz: f2e0ef4d-7b77-4dce-872b-80f4242da5b5
- Nationale Bibliotheek van Tsjechië: ge128713
- Nationale Bibliotheek van Israël: 987007564656005171
- Virtual International Authority File: 146630298
- WorldCat: E39PBJmxVMq63m77hp8rJrmw4q